# Glock 41
Die Glock 41 ist eine halbautomatische Pistole im Kaliber .45 ACP der Firma Glock. Das Standardmagazin der ungeladen 760 Gramm schweren Waffe fasst 13 Patronen, wobei aber auch ein Magazin mit einer Kapazität von 10 Schuss erhältlich ist.